# Mikroregion Conceição do Mato Dentro

Mikroregion Conceição do Mato Dentro

Mikroregion Conceição do Mato Dentro – mikroregion w brazylijskim stanie Minas Gerais należący do mezoregionu Metropolitana de Belo Horizonte.

## Gminy
- Alvorada de Minas
- Conceição do Mato Dentro
- Congonhas do Norte
- Dom Joaquim
- Itambé do Mato Dentro
- Morro do Pilar
- Passabém
- Rio Vermelho
- Santo Antônio do Itambé
- Santo Antônio do Rio Abaixo
- São Sebastião do Rio Preto
- Serra Azul de Minas
- Serro